# Gui II de Vannes
Gui II de Vannes (tué en juin 834) est comte de Vannes (avant 814 -831) puis comte du Maine (831-834).

## Origine
Gui (ou Guy) appartient à la famille des Widonides. Il est le fils de son prédécesseur à la tête du comté de Vannes, Frodoald, lui-même second fils de Lambert et de Teutberge, ou un fils cadet du marquis Guy de Nantes,.

## Comte de Vannes
Gui succède à son père vers 813. L'année suivante, il apparait pour la première fois dans une charte sous le nom de Gui (Wido) en 814, dans un acte du cartulaire de l'abbaye Saint-Sauveur de Redon où l'on trouve son nom à côté du machtiern Jarnhitin et d'Isaac l'évêque de Vannes.
On le retrouve sept ans plus tard le 3 février 821 dans un acte aux côtés du même Iarnhitin et de l' évêque de Vannes Winhaëloc, puis en 822, associé cette fois à l'évêque de Vannes Raginarius. Il semble qu'à partir de 832 le breton Nominoë exerce l'autorité comtale à Vannes avec le titre de Comes Venetice civitatis. Gui n'exerce en effet plus comme comte de Vannes après 830 où il est encore mentionné dans un acte du 16 janvier dans la 17e année de Louis le Pieux.

## Comte du Maine
Il est ensuite promu comte du  Maine où il est identifié avec le comte homonyme. Fidèle de l'empereur Louis le Pieux, il exerce sa charge au Mans où il doit régler une mission délicate lors d'un conflit avec l'évêque Aldric du Mans qui revendique pour son église les cellae de Saint-Vincent, Saint-Aubin et Saint-Ouen que les agents du fisc avaient réunis au domaine royal.
Guy est tué en juin 834, avec les comtes Eudes d'Orléans et Guillaume de Blois, dans un combat contre des rebelles partisans de Lothaire Ier, menés par son cousin germain Lambert Ier de Nantes et Matfrid d'Orléans qui sont victorieux. En effet, selon la  « Chronica domni Rainaldi archidiaconi sancti Mauricii Andegavensis » (Chroniques des églises d'Anjou) Odo comes Aurelianensium, Willelmus frater eius comes Blesensium, Guido comes Cenomanensium sont tués en combattant Lambert.

## Postérité
La postérité de Gui est inconnue mais une centaine d'années plus tard, l’un des deux fils survivants du roi Alain Ier de Bretagne, de surcroit comte de Vannes, porte le nom de « Rudaldt » qui est une variante de celui de son père « Hrodolt-Frouald » ce qui semble indiquer que sa famille devait avoir un lien lignagé, sans doute en ligne féminine, avec celle de Gui.

## Sources
- Régine Le Jan Famille et pouvoir dans le monde franc (VIIe – Xe siècle), Tableau généalogique « Les Widonides ». Publication de la Sorbonne (1995)  (ISBN 2859442685).
- Léon Levillain, « La Marche de Bretagne, ses marquis et ses comtes », Annales de Bretagne, t. 58, no 1,‎ 1951, p.89-117.
- Noël-Yves Tonnerre, Naissance de la Bretagne. Géographie historique et structures sociales de la Bretagne méridionale (Nantais et Vannetais) de la fin du VIIIe à la fin du XIIe siècle, Angers, Presses de l'Université d'Angers, 1994, 625 p. (ISBN 2-903075-58-1).
- Pierre Riché, Les Carolingiens. Une famille qui fit l'Europe, Paris, Hachette, coll. « Pluriel », 1983, 434 p. (ISBN 2010196384).
- André Chédeville et Hubert Guillotel, La Bretagne des Saints et des rois Ve – Xe siècle, Rennes, Ouest-France Université, 1984, 423 p. (ISBN 2858826137).